# Ácido caprílico

Ácido caprílico es el nombre trivial del ácido octanoico, un ácido graso saturado de ocho carbonos. Está presente en el aceite de palma y en del coco en aproximadamente 7 %. También está presente en la grasa de la leche de mamíferos.

## Usos
El ácido caprílico se usa como antibiótico de variados patógenos de la leche bronca. Especies de bacterias que pueden eliminarse usando ácido caprílico: Streptomyces agalactiae, S. dysgalactiae, S. uberis, Staph. aureus, y E. coli.

## Investigación
En los laboratorios de investigación científica se usa el ácido octanoico como un efectivo precipitante para la mayoría de las proteínas plasmáticas a un pH de 4.8 (condiciones ácidas).